# ستار زارع
ستار زارع، من مواليد 27 يناير 1982، هو لاعب كرة قدم إيراني معتزل، ومدرب سابق، كان يلعب بمركز لاعب وسط، بدأ مسيرته مع نادي برق شيراز سنة 2002، واعتزل نهائياً سنة 2013، لعب مع المنتخب الإيراني 37 مباراة من سنة 2003 إلى سنة 2009، واختير ضمن التشكيلة لبطولة كأس آسيا بالصين سنة 2004.